# 余立金
余立金（1913年10月4日—1978年12月2日），字锡卿，中国人民解放军中将，1955年获二级八一勋章、一级独立自由勋章、一级解放勋章。文化大革命中因杨余傅事件被打倒，文革结束后被平反。
1912年出生于湖北大冶。1928年参加鄂东南武装起义，1930年加入中国共产党。参加了创建鄂东南革命根据地的斗争和湘鄂赣革命根据地的反“围剿”作战；参加了湘赣革命根据地的反“围剿”斗争及西征；率部参加了建立湘鄂川黔革命根据地的多次反“围剿”作战。1935年11月率部参加长征。抗日战争爆发后赴上海，在中共江苏省委军委从事秘密工作。1938年4月到新四军，任政治部组织部副部长，教导总队政治处主任。1941年后历任抗日军政大学第五分校政治部主任、抗大华中总分校政治部主任、新四军第二师政治部副主任兼旅政治委员等职。参加巩固发展淮南抗日根据地和坚持敌后抗日游击战争。第二次国共内战时期历任淮南军区政治部主任、中共中央华中局党校副校长、华东军政大学副校长、华东军大政治部主任等职。中华人民共和国成立后，历任军委第三高级步兵学校校长兼政治委员、华东军区空军政治委员、军委空军副政治委员兼南京军区空军政治委员、中国人民解放军空军政治委员。文化大革命中曾受诬陷迫害，后中共中央予以平反，恢复名誉。1974年后任中国民航总局第一政治委员、中国人民解放军空军第二政治委员。是中共八大、十一大代表，第四、五届全国人大代表。1978年12月2日因病在北京逝世。